# Gwijde van Brimeu

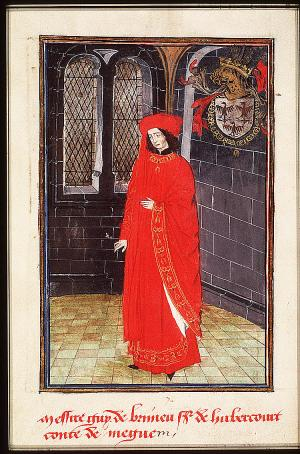
"Mijnheer Guy de Brimeu, heer van Hu[m]bercourt, graaf van Megen", een latere toevoeging aan het Wapenboek van de ridders van het Gulden Vlies (Den Haag, KB, 76 E 10, fol. 75v)

Gwijde van Brimeu (Frans: Guy de Brimeu) (Vieil-Hesdin? 1433 - Gent, 3 april 1477) was een vooraanstaand bestuurder in de Bourgondische Nederlanden. Als heer van Humbercourt is hij ook gekend als Guy de Humbercourt of kortweg Humbercourt.

## Biografische schets
Hij was een zoon van Jan II van Brimeu uit het huis Brimeu, van wie hij de heerlijkheid Humbercourt in Picardië erfde.  Hij groeide op samen met Karel de Stoute (1433-1477), die toen nog graaf van Charolais was. Aan het Bourgondische hof werd hij de voornaamste vertrouwensman van de latere hertog.  In 1453 nam hij deel aan diens veldtocht tegen het opstandige Gent.

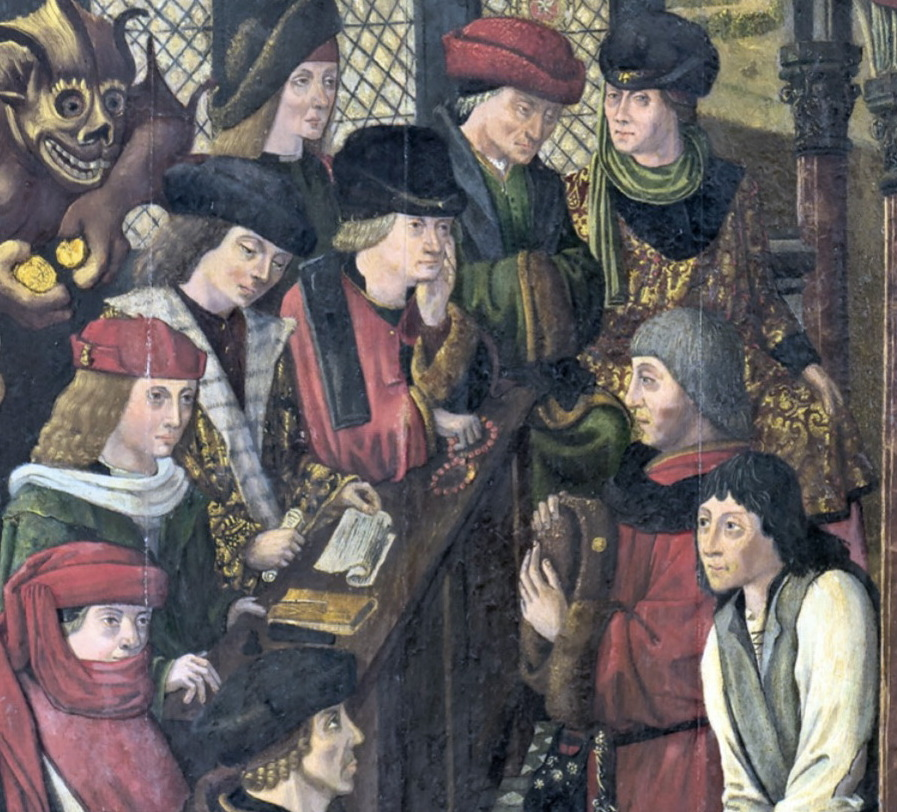
Detail van het Gerechtigheidspaneel in Maastricht, ca. 1475. Mogelijk is dit een afbeelding van de Raadkamer van Bourgondië

Als vertegenwoordiger van Karel de Stoute werd hij stadhouder van het prinsbisdom Luik en het graafschap Loon (1466), het graafschap Namen (1468), het hertogdom Limburg en de landen van Overmaas (1473) en de facto stadhouder van het hertogdom Gelre (1473). Hij bestuurde die gebieden vanuit de tweeherige stad Maastricht, aangezien Luik, de grootste stad van het gebied, sinds 1466 in puin lag (waarvoor Humbercourt deels verantwoordelijk was). De in Maastricht gevestigde Raadkamer van Bourgondië (1473-1477) was zijn instrument om het versplinterde bestuur en de rechtspraak in het midden-Maasland te centraliseren. De Raadkamer was gehaat omdat hij de lokale en regionale instellingen buiten spel zette,
Op 14 februari 1470 werd hij tot graaf van Megen verheven en op 9 mei 1473 werd hij opgenomen in de Orde van het Gulden Vlies, een zeer grote eer. Van augustus 1473 tot juli 1474 was hij ook kort stadhouder van Luxemburg. In 1475 leverde hij Lodewijk van Luxemburg uit aan koning Lodewijk XI van Frankrijk, waarna die voor hoogverraad in Parijs onthoofd werd.  Twee jaar later zou Guy van Brimeu hetzelfde lot ondergaan in Gent.

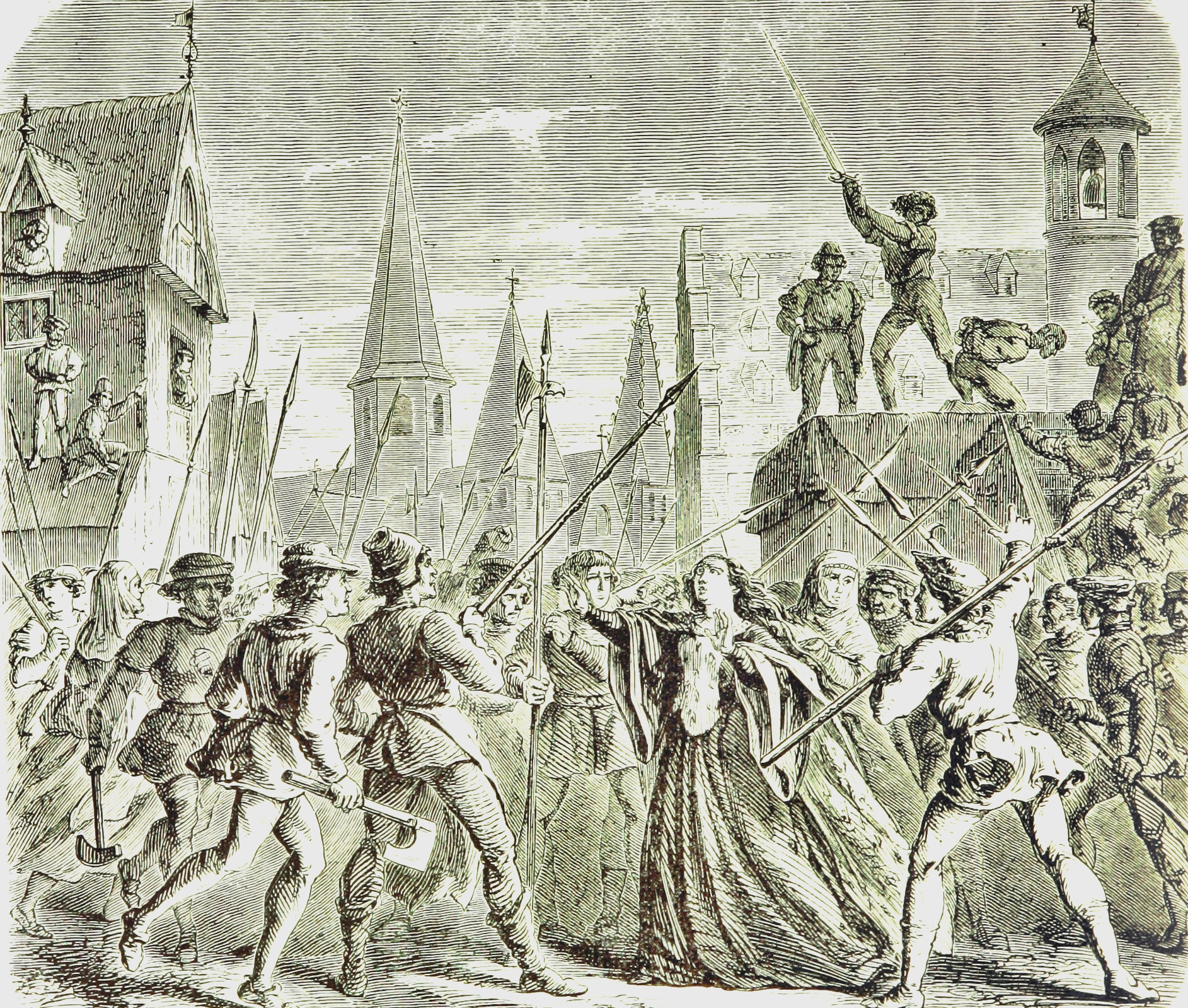
Terechtstelling van Gwijde van Brimeu en Willem Hugonet (19e-eeuwse illustratie)

Nadat Karel de Stoute op 5 januari 1477 bij Nancy was gesneuveld, kwam Maria van Bourgondië (1457-1482), Karels enige dochter, onder grote druk te staan van de Staten-Generaal van de Nederlanden. De situatie in Vlaanderen raakte gespannen, omdat de Franse koning het hertogdom Bourgondië (oorspronkelijk een Frans kroondomein, sinds 1364 een apanage voor de jongste zoon van de Franse koning, dus een Frans leen) had bezet en steden in Picardië en Artesië aanviel.
In Maastricht werd door de stedelijke autoriteiten een bevel uitgevaardigd om de raadsheren van de gehate Bourgondische Raadkamer gevangen te nemen, maar op een na wisten ze allen te ontkomen. Alleen de griffier en rentmeester Benoît de Pardieu kon worden gearresteerd. Hij werd ter dood veroordeeld op beschuldiging van aantasting van de stadsprivileges. Op 8 oktober 1477 werd hij onthoofd. Alle goederen van de Raadkamer werden in beslag genomen. Brimeu, die zich in Roermond bevond toen het nieuws van Pardieu's arrestatie zich verspreidde, vluchtte naar het hof van Maria van Bourgondië in Gent, waar hij in maart 1477, na terugkeer van een missie naar Frankrijk, door de Gentse stadsmilitie werd gearresteerd.
In Gent was de herinnering aan de slag bij Gavere nog levend en de sfeer had zich tegen de Bourgondiërs en hun aanhang gekeerd. Op 13 maart werd Pieter Huereblock terechtgesteld, op 14 maart Pieter Baudins, Pieter Tincke en Lodewijk Dhamers, en op 17 maart Roland van Wedergate, Filips Sersanders en Olivier Degraeve. Op 26 maart begon het proces tegen enkele Bourgondische topfiguren: Guy van Brimeu, Willem Hugonet en Jan van Melle, schatbewaarder. De aanklacht van de Gentse Vierschaar luidde: financiële fraude en hoogverraad (ondermijning van de oude privileges). Na zware martelingen legden zij bekentenissen af en werden ze alle drie ter dood veroordeeld. Naar verluidt was Brimeu dusdanig toegetakeld dat hij niet meer in staat was te lopen en op een stoel vastgebonden naar het schavot moest worden gebracht. Ondanks haar smeekbeden moest Maria van Bourgondië toezien hoe haar vaders trouwe medewerkers op Witte Donderdag 3 april 1477 op de Gentse Vrijdagmarkt werden onthoofd.
Brimeu werd begraven in Arras (Atrecht). Zijn grafsteen werd in 1849 teruggevonden en bevindt zich nu in het stedelijk museum van Arras.
- Gemeinsame Normdatei: 118515365
- Virtual International Authority File: 64798647